# Hémofiltration
 (juin 2009).
Si vous disposez d'ouvrages ou d'articles de référence ou si vous connaissez des sites web de qualité traitant du thème abordé ici, merci de compléter l'article en donnant les références utiles à sa vérifiabilité et en les liant à la section « Notes et références ».

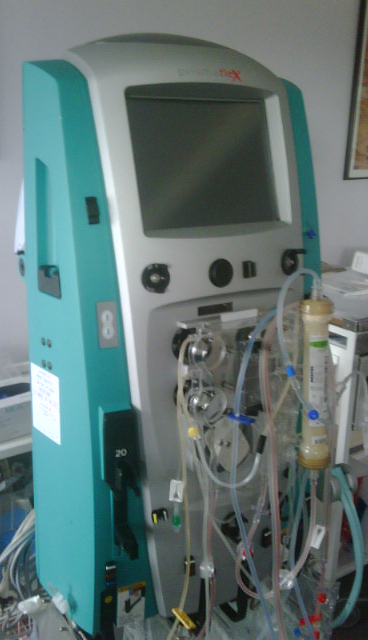
Machine d'hémofiltration.

L’hémofiltration est une méthode d'épuration extra-rénale par transport convectif. L'hémofiltration poursuit un objectif similaire à celui de l'hémodialyse, mais son principe physique est différent. Dans l'hémofiltration, le sang est ultrafiltré et le produit recueilli (l'ultrafiltrat) est jeté avec les déchets qu'il contient. Un liquide de réinjection compense la partie du plasma retiré. Cette technique, introduite par P. Kramer en 1977 comme méthode d'épuration à part entière, est très employée en réanimation. Alors que le continent Nord Américain lui préfère encore l'hémodialyse intermittente, l'Europe, sous l'impulsion de C. Ronco (Italie), Didier Journois (France), P. Honoré (Belgique) ainsi que l'Australie-Nouvelle-Zélande sous celle de R. Bellomo (Australie) lui préfère la technique convective. Au début des années 2010 l'arrivée de nouvelles membranes à haute perméabilité a néanmoins rendu à l'hémodialyse une place en réanimation lors de son utilisation en continu.
L’hémofiltration permet l'épuration plasmatique. Sa principale indication est la suppléance rénale mais d'autres indications sont en voie d'émergence (sepsis sévère, SIRS, rhabdomyolyse, etc). On parle d'hémofiltration à haute clairance (ou parfois à haut volume) quand les volumes traités sont supérieurs à ceux qui sont nécessaires pour assurer un contrôle de la défaillance rénale.
L'hémodiafiltration est une technique dérivée qui consiste à réaliser à la fois hémodialyse et hémofiltration en associant les transports diffusif et convectif. Elle améliore l'épuration de molécules de grande taille grâce à la convection tout en l'associant à l'efficacité de la dialyse par diffusion. Elle devient la norme mais nécessite un dialysat stérile et apyrogène de qualité pharmaceutique. Le débit sanguin doit être au moins aussi bon que par hémodialyse seule.